# Maaike de Waard
Maaike de Waard (Vlaardingen, 11 de octubre de 1996) es una deportista neerlandesa que compite en natación.
Ganó nueve medallas en el Campeonato Mundial de Natación en Piscina Corta entre los años 2016 y 2022, cuatro medallas en el Campeonato Europeo de Natación, en los años 2021 y 2022, y ocho medallas en el Campeonato Europeo de Natación en Piscina Corta, en los años 2017 y 2021.
Participó en dos Juegos Olímpicos de Verano, ocupando el décimo lugar en Tokio 2020 y el octavo en París 2024, en la prueba de 4 × 100 m estilos.
Estudió el grado de Hombre y Tecnología en la Universidad Fontys de Ciencias Aplicadas de Eindhoven.

## Palmarés internacional
| Campeonato Mundial en Piscina Corta | Campeonato Mundial en Piscina Corta | Campeonato Mundial en Piscina Corta | Campeonato Mundial en Piscina Corta |
| Año                                 | Lugar                               | Medalla                             | Prueba                              |
| ----------------------------------- | ----------------------------------- | ----------------------------------- | ----------------------------------- |
| 2016                                | Windsor (Canadá)                    | Medalla de plata                    | 4 × 50 m libre                      |
| 2016                                | Windsor (Canadá)                    | Medalla de plata                    | 4 × 50 m libre mixto                |
| 2016                                | Windsor (Canadá)                    | Medalla de bronce                   | 4 × 100 m libre                     |
| 2018                                | Hangzhou (China)                    | Medalla de plata                    | 4 × 100 m libre                     |
| 2018                                | Hangzhou (China)                    | Medalla de bronce                   | 4 × 50 m estilos                    |
| 2021                                | Abu Dabi (EAU)                      | Medalla de bronce                   | 4 × 50 m libre                      |
| 2021                                | Abu Dabi (EAU)                      | Medalla de bronce                   | 4 × 50 m estilos                    |
| 2022                                | Melbourne (Australia)               | Medalla de bronce                   | 4 × 50 m libre                      |
| 2022                                | Melbourne (Australia)               | Medalla de bronce                   | 4 × 50 m libre mixto                |
| Campeonato Europeo                  |                                     |                                     |                                     |
| Año                                 | Lugar                               | Medalla                             | Prueba                              |
| 2021                                | Budapest (Hungría)                  | Medalla de bronce                   | 50 m espalda                        |
| 2022                                | Roma (Italia)                       | Medalla de bronce                   | 50 m espalda                        |
| 2022                                | Roma (Italia)                       | Medalla de bronce                   | 50 m mariposa                       |
| 2022                                | Roma (Italia)                       | Medalla de bronce                   | 4 × 100 m estilos                   |
| Campeonato Europeo en Piscina Corta |                                     |                                     |                                     |
| Año                                 | Lugar                               | Medalla                             | Prueba                              |
| 2017                                | Copenhague (Dinamarca)              | Medalla de bronce                   | 50 m espalda                        |
| 2017                                | Copenhague (Dinamarca)              | Medalla de bronce                   | 50 m mariposa                       |
| 2021                                | Kazán (Rusia)                       | Medalla de oro                      | 4 × 50 m libre mixto                |
| 2021                                | Kazán (Rusia)                       | Medalla de oro                      | 4 × 50 m estilos mixto              |
| 2021                                | Kazán (Rusia)                       | Medalla de plata                    | 100 m espalda                       |
| 2021                                | Kazán (Rusia)                       | Medalla de plata                    | 50 m mariposa                       |
| 2021                                | Kazán (Rusia)                       | Medalla de plata                    | 4 × 50 m libre                      |
| 2021                                | Kazán (Rusia)                       | Medalla de bronce                   | 50 m espalda                        |